# Masaki Fukai
Masaki Fukai (深井 正樹 Fukai Masaki?, nacido el 13 de septiembre de 1980 en Masuho, Minamikoma, Yamanashi) es un exfutbolista japonés. Jugaba de delantero y su último club fue el SC Sagamihara de Japón.

## Trayectoria

### Clubes
| Club             | País  | Año         |
| ---------------- | ----- | ----------- |
| Kashima Antlers  | Japón | 2003 - 2006 |
| Albirex Niigata  | Japón | 2007        |
| Nagoya Grampus   | Japón | 2008        |
| JEF United Chiba | Japón | 2008 - 2013 |
| V-Varen Nagasaki | Japón | 2014 - 2015 |
| SC Sagamihara    | Japón | 2016        |

## Estadística de carrera

### J. League
| Club             | Año   | J. League | J. League | Copa J. League | Copa J. League | Total | Total |
| Club             | Año   | Part.     | Goles     | Part.          | Goles          | Part. | Goles |
| ---------------- | ----- | --------- | --------- | -------------- | -------------- | ----- | ----- |
| Kashima Antlers  | 2003  | 22        | 2         | 5              | 0              | 27    | 2     |
| Kashima Antlers  | 2004  | 20        | 3         | 6              | 2              | 26    | 5     |
| Kashima Antlers  | 2005  | 27        | 4         | 6              | 0              | 33    | 4     |
| Kashima Antlers  | 2006  | 23        | 4         | 11             | 1              | 34    | 5     |
| Albirex Niigata  | 2007  | 18        | 2         | 5              | 1              | 23    | 3     |
| Nagoya Grampus   | 2008  | 5         | 0         | 6              | 0              | 11    | 0     |
| JEF United Chiba | 2008  | 11        | 4         | 0              | 0              | 11    | 4     |
| JEF United Chiba | 2009  | 32        | 6         | 6              | 2              | 38    | 8     |
| JEF United Chiba | 2010  | 19        | 1         | -              | -              | 19    | 1     |
| JEF United Chiba | 2011  | 36        | 14        | -              | -              | 36    | 14    |
| JEF United Chiba | 2012  | 36        | 4         | -              | -              | 36    | 4     |
| JEF United Chiba | 2013  | 14        | 0         | -              | -              | 14    | 0     |
| V-Varen Nagasaki | 2014  | 20        | 1         | -              | -              | 20    | 1     |
| V-Varen Nagasaki | 2015  | 7         | 0         | -              | -              | 7     | 0     |
| SC Sagamihara    | 2016  | 28        | 5         | -              | -              | 28    | 5     |
| Total            | Total | 318       | 50        | 45             | 6              | 363   | 56    |